# Джексон Браун

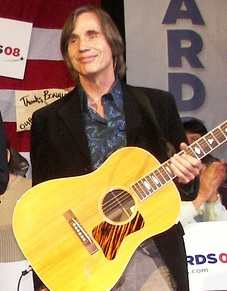
Джексон Браун

Джексон Браун (Jackson Browne; 9 жовтня 1948, Гайдельберг, Німеччина) — вокаліст, гітарист, клавішних, композитор, автор текстів, продюсер.
Народився Джексон Браун в американській родині цивільного службовця армії США. Коли йому виповнилося три роки, родина повернулась до Америки, у Лос-Анджелес. З дитинства Джексон мріяв про спортивну кар'єру, однак, зацікавившись джазом, почав вчитись грати на трубі. Якось два його шкільні приятелі Грег Копеланд та Стів Нумен ввели його у коло фолк-музикантів. Ця трійця почала часто відвідувати клуб «Paradox», де Браун познайомився з учасниками гурту The Nitty Gritty Dirt Band. 1966 року він приєднався до цього гурту на півроку, хоча його твори з'являлись і на пізніх альбомах NGDB.
Контракт з «Nina Music», видавничою філією фірми «Elektra», став причиною того, що твори Брауна почали виконувати артисти, пов'язані з цієї фірмою. Тим часом сам автор переїхав до Нью-Йорка, де акомпанував Ніко під час виступів у клубі Енді Уорола «The Dom». До альбому «Chelsea Girl» цієї співачки ввійшло три композиції Брауна, однак після конфлікту з Ніко Браун повернувся до Каліфорнії. 1968 року він вирішив працювати над сольним альбомом, але як і у випадку створення «супергуртуи» з Недом Доєні та Джеком Уїлсом, ці задуми зазнали фіаско. Розчарований Браун був змушений задовольнитись виступами у місцевих клубах з суто локальною популярністю.
Переломним у кар'єрі артиста став контракт з новоствореною фірмою «Asylum», яка зацікавилася його творчим матеріалом. Альбом «Jackson Browne/Saturate Before Using» доводив, що талант музиканта вдало пройшов випробування часом. До цієї платівки, яка з'явилася дякуючи не в останню чергу Девіду Кросбі, ввійшли, наприклад, авторська інтерпретація композицій «Jamaica Say You Will» та «Rock Me On The Water», які раніше виконували гурти The Byrds та Breuer & Shipley, а також прем'єрна «Doctor My Eyes». Ця остання була видана на синглі і відкрила автору шлях до американського Тор 10, а трохи пізніше стала хітом гурту The Jackson Five.
Популярність принесла Брауну також композиція, «Take It Easy», яку він написав разом з своїм товаришем, лідером гурту The Eagles Гленом Фрайом. Також у наступні роки плодом їх співпраці стали твори «Nigntingale», «Doolin' Dalton» та «James Dean». Авторська версія «Take It Easy» потрапила до наступного альбому Брауна «For Everyman», з якого походив один з найпопулярніших хітів артиста — «These Days». Ця платівка започаткувала довголітню співпрацю Брауна з мультиінструменталістом Девідом Ліндлі, однак крім локальної слави фолк-шлягера «Redneck Dean» вона не здобула ринкового успіху. Цікавішим задумом був альбом «Late For The Sky», на якому Браун запропонував досить сучасне звучання, а часті концертні турне лише примножили коло прихильників артиста.
1975 року Браун виступив у ролі продюсера дебютного альбому Уоррена Зівона. У музиці Брауна надалі домінувала лише меланхолія, яку він все ж намагався позбутися на лонгплеї «The Pretender», що був записаний під керівництвом Джона Ландау. Внутрішня боротьба домінувала у більшості композиціях, а маніфестаційний заглавний твір, яким автор намагався віддати належне американському світу праці, став одним з поворотних пунктів сімдесятих років і часто з'являвся на радістанціях, що презентували музику для зрілих слухачів. Успіх цієї платівки, яка стала «золотою», збігся, однак, з великою трагедією — самогубством дружини у березні 1976 року.
Черговий лонгплей «Running On Empty» примножив популярність Брауна. Артист не повторив на ньому схеми попереднього, віддаючи перевагу матеріалу, записаному під час концертів. Платівка потрапила на двадцяте місце в Америці та дванадцяте —
у Британії, а також стала, незважаючи на технічне недоопрацювання, найпопулярнішою роботою музиканта і завершувала певний період його творчості.
Наприкінці сімдесятих серед досягнень Брауна домінували політичні, серед яких головною була участь в антиядерній компанії. Також разом з Грейем Нешом він об'їздив усі Штати з серією агітаційних сольних виступів, підсумком яких став «концерт зірок» у нью-йоркському «Madison Square Garden». Найцікавіші фрагменти з цих виступів потрапили до платівки «No Nukes» 1979 року.
1980 року Браун записав новий студійний альбом «Hold Out», який вийшов непоганим у музичному плані, але був позбавлений краси попередніх робіт. Два твори з цього лонгплею — «Boulevard» та «That Girl Could Sing» — потрапили до американського Тор 20, а 1987 року твір «Somebody's Baby» з фільму «Fast Times At Ridgemong High» опинився на сьомому місці. На жаль, заангажованість музиканта у суспільну діяльність, а також особисті проблеми привели до творчого тупика. Альбом «Lawyers In Love» розчарував усіх, хоча вже наступні «Lives In The Balance» та «Wold In Motion» були краще доопрацьовані. 1990 року Браун виступив на багатьох благодійних концертах, а записана 1993 року платівка «I'm Alive» стала підсумком розпаду зв'язку Брауна з акторкою Деріл Ханна.
Джексон Браун і сьогодні залишається цікавим та досвідченим виконавцем, композитором, а музична цінність його досягнень забезпечила йому багато вірних прихильників.

## Дискографія
- 1971: Jackson Browne або Saturate Before Using
- 1973: For Everyman
- 1974: Late For The Sky
- 1976: The Pretender
- 1977: Running On Empty
- 1980: Hold Out
- 1983: Lawyers In Love
- 1986: Lives In The Balance
- 1989: World In Motion
- 1993: I'm Alive
- 1996: Looking East
- 2002: The Naked Ride Home
- 2005: Solo Acoustic, Vol. 1
- 2008: Solo Acoustic, Vol. 2

1. ↑  SNAC — 2010.
2. ↑  Wallenfeldt J. Encyclopædia Britannica
3. ↑  CONOR.Sl
4. ↑  Montreux Jazz Festival Database